# Pomnik Ofiar Hitleryzmu w Toruniu
Pomnik Ofiar Hitleryzmu w Toruniu – kamień upamiętniający poległych i pomordowanych w latach 1939–1945. Początkowo znajdował się przy ul. Wały gen. Sikorskiego, obecnie położony jest przy alei Jana Pawła II w Toruniu.
Pomnik powstał z inicjatywy Zarządu Miejskiego ZBoWiD w Toruniu, ze składek mieszkańców miasta i firm toruńskich. Autorem projektu pomnika jest Tadeusz Godziszewski. Pomnik odsłonięto 21 lipca 1958 roku. Początkowo pomnik mieścił się w miejscu dawnych baraków, w których Gestapo więziło aresztowanych Polaków. W wyniku budowy w tym miejscu Centrum Sztuki Współczesnej pomnik przeniesiono 4 kwietnia 2006 roku.
Na głazie od strony południowej wykuto napis: CZEŚĆ POLEGŁYM I POMORDOWANYM W WALCE Z HITLEROWSKIM NAJEŹDŹCĄ 1939–1945.. Na stronie północnej znajduje się napis: OBROŃCY TORUNIA 1939. FORTY VII, VIII, BARBARKA, SZMALCÓWKA.